# Vocdoni
Vocdoni és un projecte dedicat al desenvolupament d'un sistema de votació electrònica basat en cadena de blocs. Amb el sistema de votació de Vocdoni es poden crear processos de votació senzills, com ara enquestes, AGM, eleccions o referèndums. Aquests processos poden ser de votació simple, votació ponderada, votació anònima, i els resultats xifrats. La seva visió de projecte és el de fer efectiu el canvi cap a una societat civil organitzada per ella mateixa, d'una forma descentralitzada, amb transparència i confiança abans que jerarquitzada, i que la creació sigui de codi obert. Permetent així que es pugui "crear, promoure i mantenir un conjunt d'eines i infraestructures que apoderin les comunitats i les persones en la pràctica de la governança i la presa de decisions d'una manera auto sobirana, neutral, transparent, de codi obert, resistent a la censura i descentralitzada".
El 14 de febrer de 2021, Vocdoni fou usat per realitzar un sondeig paral·lel a les eleccions al Parlament d'aquell any. La prova pilot de vot digital tingué l'objectiu de "demostrar les possibilitats que els mitjans digitals obrin a la participació política" de la ciutadania. Segons Vocdoni fou la primera prova d'aquestes característiques feta "íntegrament amb tecnologies descentralitzades a escala estatal". La identificació al sistema es faria a través del certificat idCAT.
Del 21 d'abril al 5 de maig de 2022 el sistema de votació Vocdoni va ser utilitzat en una consulta amb més de 400 veïns de Bellpuig en una votació organitzada per l'ajuntament per conèixer l’opinió de la ciutadania sobre el projecte d'un tanatori amb sala ecumènica i un forn crematori per a incineracions. La participació fou d'un 13% de la població amb dret a vot en la primera setmana. També seria usat el desembre de 2022 per la votació al guardó a Bisbalenc/a de l’Any organitzat per l'Ajuntament de la Bisbal d’Empordà.
Del 21 al 22 de 2022 de juliol Vocdoni s'utilitzà per a una consulta interna pels socis del Futbol Club Barcelona. La votació era per escolir el candidat que representaria l'agrupació territorial en el Consell Consultiu de Penyes del club.
L'1 de març de 2023 s'anuncià que el projecte de vot digital Vocdoni i la plataforma de participació ciutadana Decidim havien signat un acord estratègic per democratitzar el vot digital. L'acord incloïa el desenvolupament d'un mòdul de votació basat en Vocdoni per a la plataforma Decidim.
El 28 de maig de 2024, s'anunciaria la integració del Protocol Vocdoni a l'aplicació Nova Bielorússia, cosa que permeté als ciutadans bielorussos poder participar en les votacions oficials havent-se registrat i validat la seva ciutadania, oferint verificabilitat, transparència, resistència a la censura i escalabilitat en el govern. La primera votació realitzada amb el protocol fou l'elecció del Consell de Coordinació, un òrgan de representació de les forces democràtiques bielorusses i de la societat civil, assolint l'èxit de participació amb 6.723 vots emesos i amb el vistiplau dels observadors internacionals.
Altres organitzacions han fet ús del sistema de votació de Vocdoni, per exemple l'agost de 2024 Esquerra Republicana de Catalunya en el procés de votació interna sobre el preacord d'investidura de Salvador Illa de president de la Generalitat de Catalunya escollí Vocdoni com a plataforma de vot, així com en la votació interna per la direcció del partit el desembre del mateix any.

## Acusacions contra Vocdoni en el Catalangate
L'any 2023 la Guàrdia Civil espanyola apuntaria l'expresident de la Generalitat de Catalunya, Carles Puigdemont, com el responsable últim del desenvolupament d'una aplicació per telèfons mòbils capaç de realitzar "votacions massives" i que formaria part de la "full de ruta per avançar en la consecució de la denominada república digital", segons constaria al sumari de la investigació secreta duta a terme per l'Audiència Nacional. Aquesta aplicació seria Vocdoni i segons la Guàrdia Civil rebria finançament a través de societats mercantils residides a Estònia, país de referència en l'àmbit digital.
El febrer de 2023, Jorge Buxadé Villalba, com a eurodiputat de VOX, va acusar Vocdoni de ser una plataforma associada amb Open Society Foundation de Jorge Soros. Buxadé al·legà que Vocdoni tenia com a intensió impulsar "un nou cop d'estat a Espanya" utilitzant una plataforma digital per votar a través d'una aplicació segura. Vocdoni respongué negant qualsevol vincle finances amb Open Society Foundation i declarant en contra dels informes presentats.
Les acusacions es basarien en l'⁣espionatge amb Pegasus a membres del Consell de la República, i en el fet que Vocdoni es reuní a Brussel·les amb Jordi Baylina, enginyer expert en blockchain i líder de la plataforma de contractes intel·ligents Polygon, el qual llavors era membre del Consell de la República, i a qui li presentaren la solució de vot electrònic que desenvolupava Vocdoni. Les acusacions del govern espanyol apuntarien també a Google, ja que una de les aplicacions de Vocdoni estava allotjada als seus servidors. Però la investigació acabà tancada després que la fiscalia ordenà no investigar ni procedir amb les diligències. La denúncia contra aquest espionatge arribà fins al "Comitè d'investigació per investigar l'ús de Pegasus i programari espia de vigilància equivalent" al Parlament Europeu. En aquest comitè, basant-se en l'informe de Citizen Lab, es denuncià l'espionatge contra als cofundadors de Vocdoni, i com foren objectius assenyalats per ser espiats Xavier Vives amb el malware Candiru i Pau Escrich amb Pegasus i Candiru.